# Appeville
Appeville est une commune française, située dans le département de la Manche en région Normandie, peuplée de 193 habitants.

## Géographie

### Localisation
Appeville est un village situé dans le département de la Manche.
Plus proche de Carentan que de son chef-lieu de canton La Haye-du-Puits, Appeville est une commune de 1 320 hectares. Son territoire est constitué de hautes terres surplombant de vastes étendues de marais où se rejoignent la Douve et la Sèves, deux des nombreuses rivières qui drainent la Manche. Au rythme des pluies automnales et hivernales, les paysages se modifient, et si le plus souvent de vastes de prairies s'offrent à notre vue, elles se transforment en immenses étendues d'eau dès que les dépressions se multiplient.
Jusque dans les années soixante-dix, l'activité agricole a été la principale source de revenus des Appevillais. Puis l'évolution de l'agriculture a rendu plus difficile l'existence des petites exploitations, entraînant la disparition d'une population très représentée dans nos villages celle des ouvriers agricoles. Au fil des départs en retraite les fermes ont disparu et il reste maintenant peu d'agriculteurs en activité. La population s'est modifiée, le nombre de retraités s'est accru, de nouveaux habitants travaillant dans les entreprises voisines sont arrivés, et plusieurs citoyens de Grande Bretagne sont venus s'installer.

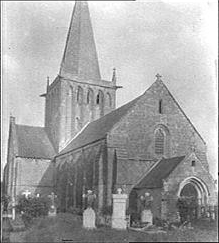
L'église d'Appeville au début du XXe siècle.

L'habitat est dispersé en petits hameaux. Le bourg regroupe la mairie et une dizaine de maisons, autour d'une des plus importantes églises rurales du département.

### Hydrographie
La commune est située dans le bassin Seine-Normandie. Elle est drainée par la Douve, la Sèves, le bras 01 du Bout-Es-Loups, un bras de la Douve, le canal 01 de la Picotière, le canal 01 de Vindelonde, le canal de la Jourdan, le cours d'eau 01 de la commune d'Appeville, le cours d'eau 01 du Bout Es Loup, le cours d'eau 01 du Netz, le cours d'eau 02 de la commune d'Appeville et le fossé 04 du Prieuré,,.
La Douve, d'une longueur de 79 km, prend sa source dans la commune de Tollevast et se jette  dans la baie de Seine à Carentan-les-Marais, après avoir traversé 28 communes. 

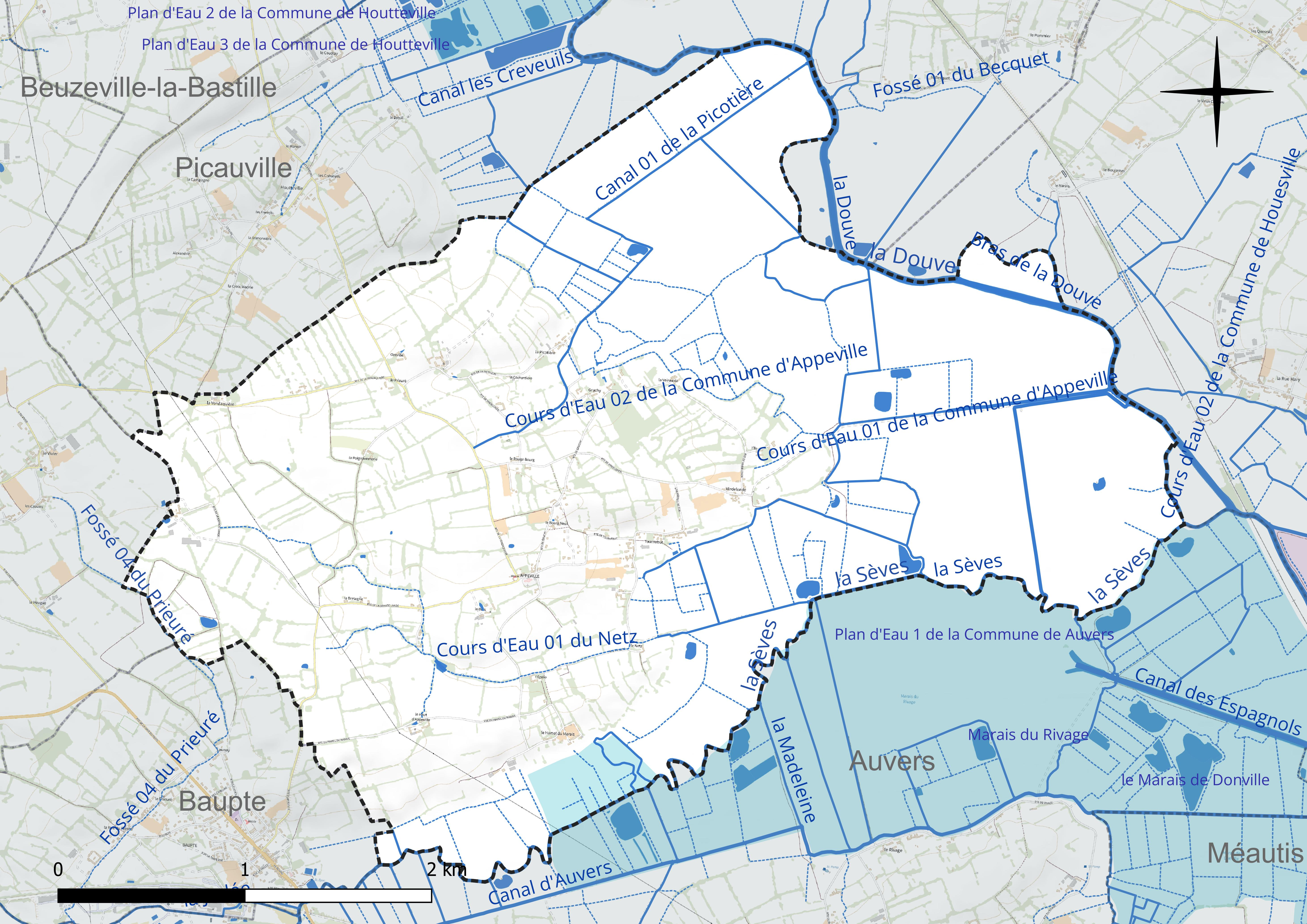
Réseau hydrographique d'Appeville.

La Sèves, d'une longueur de 33 km, prend sa source dans la commune de Muneville-le-Bingard et se jette  dans la Douve en limite de Auvers et de Carentan-les-Marais, après avoir traversé 15 communes. 

### Climat
Pour des articles plus généraux, voir Climat de la Normandie et Climat de la Manche.
En 2010, le climat de la commune est de type climat océanique franc, selon une étude du CNRS s'appuyant sur une série de données couvrant la période 1971-2000. En 2020, Météo-France publie une typologie des climats de la France métropolitaine dans laquelle la commune est exposée à un climat océanique et est dans la région climatique Normandie (Cotentin, Orne), caractérisée par une pluviométrie relativement élevée (850 mm/a) et un été frais (15,5 °C) et venté. Parallèlement le GIEC normand, un groupe régional d'experts sur le climat, différencie quant à lui, dans une étude de 2020, trois grands types de climats pour la région Normandie, nuancés à une échelle plus fine par les facteurs géographiques locaux. La commune est, selon ce zonage, exposée à un « climat maritime », correspondant au Cotentin et à l'ouest du département de la Manche, frais, humide et pluvieux, où les contrastes pluviométrique et thermique sont parfois très prononcés en quelques kilomètres quand le relief est marqué.
Pour la période 1971-2000, la température annuelle moyenne est de 11,3 °C, avec une amplitude thermique annuelle de 11 °C. Le cumul annuel moyen de précipitations est de 753 mm, avec 12,7 jours de précipitations en janvier et 7,6 jours en juillet. Pour la période 1991-2020, la température moyenne annuelle observée sur la station météorologique la plus proche, située sur la commune de Sainte-Marie-du-Mont à 11 km à vol d'oiseau, est de 11,6 °C et le cumul annuel moyen de précipitations est de 890,0 mm,. Pour l'avenir, les paramètres climatiques de la commune estimés pour 2050 selon différents scénarios d'émission de gaz à effet de serre sont consultables sur un site dédié publié par Météo-France en novembre 2022.

## Urbanisme

### Typologie
Au 1er janvier 2024, Appeville est catégorisée commune rurale à habitat très dispersé, selon la nouvelle grille communale de densité à sept niveaux définie par l'Insee en 2022.
Elle est située hors unité urbaine. Par ailleurs la commune fait partie de l'aire d'attraction de Carentan-les-Marais, dont elle est une commune de la couronne,. Cette aire, qui regroupe 13 communes, est catégorisée dans les aires de moins de 50 000 habitants,.

### Occupation des sols

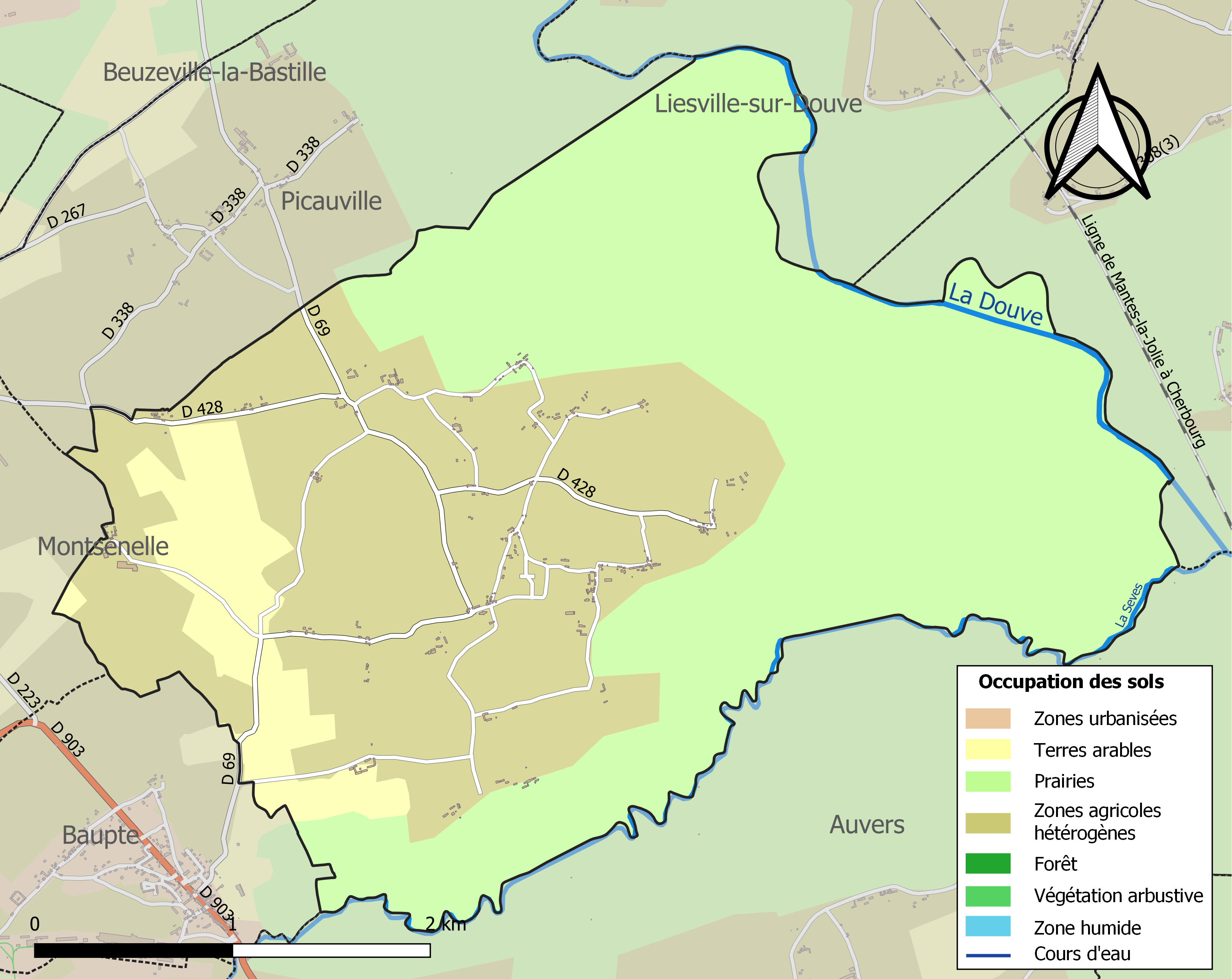
Carte des infrastructures et de l'occupation des sols de la commune en 2018 (CLC).

L'occupation des sols de la commune, telle qu'elle ressort de la base de données européenne d'occupation biophysique des sols Corine Land Cover (CLC), est marquée par l'importance des territoires agricoles (100 % en 2018), une proportion identique à celle de 1990 (100 %).
La répartition détaillée en 2018 est la suivante : prairies (53,6 %), zones agricoles hétérogènes (39,5 %), terres arables (7 %).
L'évolution de l'occupation des sols de la commune et de ses infrastructures peut être observée sur les différentes représentations cartographiques du territoire : la carte de Cassini (XVIIIe siècle), la carte d'état-major (1820-1866) et les cartes ou photos aériennes de l'IGN pour la période actuelle (1950 à aujourd'hui).

## Toponymie
Le nom de la localité est attesté sous les formes Apamvillam en 1080, Apevilla au XIIe siècle. Au Moyen Âge et la Renaissance, elle s'est également appelé Ippeville, puis Abbavilla (sans date).
Toponyme médiéval en -ville (élément issu du gallo-roman VILLA « domaine rural »). Le premier élément est l'anthroponyme d'origine scandinave Api, d'où le sens global de « domaine rural d'Api ».
Le gentilé est Appevillais.

## Histoire

### Moyen Âge
Le village faisait partie du comté de Mortain.
En 1056, Richard Turstin Haldup, seigneur de la Haye-du-Puits cède tous ses biens d'Appeville à la fondation de l'abbaye de Lessay. La baronnie d'Ozeville était l'un des huit fiefs relevant de l'abbaye de Lessay.
Au XIIe siècle, la paroisse relevait de l'honneur de La Haye.
Le seigneur d'Appeville à la fin du XVe siècle était Ferrand Le Marchand, seigneur de Sotteville et Appeville et fils de Jean Le Marchand, seigneur de Sotteville. 

### Temps modernes
À la fin du XVe ou au début du XVIe siècle, la paroisse a pour sieur Jean Simon († av. 1528), écuyer, sieur d'Aroult ou Arot en Appeville, de Beuzeville-au-Plain, Sainte-Mère-Église, Appeville et Rideauville.
Artus de Saint-Simon — Courtomer — (v. 1539-1590), seigneur d'Appeville, bailli de Cotentin, ayant pris le parti des Huguenots, fut tué à la bataille d'Ivry, qui vit la victoire d'Henri IV sur les Ligueurs. En 1725, Jacques de Mauconvenant se qualifiait de sieur d'Appeville.

## Politique et administration
| Période                                                                                   | Période  | Identité                      | Étiquette | Qualité          |
| ----------------------------------------------------------------------------------------- | -------- | ----------------------------- | --------- | ---------------- |
| …1793                                                                                     | 1795     | Jean Gruchy                   |           |                  |
| 1796                                                                                      | 1796     | Bernard Mesnage               |           |                  |
| 1796                                                                                      | 1799     | Ortaire Gruchy                |           |                  |
| 1799                                                                                      | 1800     | Jean Perrotte                 |           |                  |
| 1800                                                                                      | 1801     | Michel Auvray                 |           |                  |
| 1801                                                                                      | 1808     | Léonard Saint-Julien          |           |                  |
| 1808                                                                                      | 1809     | Charles Auvray                |           |                  |
| 1809                                                                                      | 1815     | Charles Mesnage               |           |                  |
| 1816                                                                                      | 1817     | Joseph Jéhanne                |           |                  |
| 1817                                                                                      | 1822     | Jacques Auvray                |           |                  |
| 1822                                                                                      | 1823     | Joseph Lesage                 |           |                  |
| 1824                                                                                      | 1849     | Charles Mesnage               |           |                  |
| 1850                                                                                      | 1852     | Joseph Lesage                 |           |                  |
| 1852                                                                                      | 1864     | Bernard Mesnage               |           |                  |
| 1864                                                                                      | 1866     | Pierre Jean-Baptiste Perrotte |           |                  |
| 1866                                                                                      | 1872     | Bernard Charles Mesnage       |           |                  |
| 1873                                                                                      | 1876     | Jacques Gruchy                |           |                  |
| 1876                                                                                      | 1887     | Michel Désiré Pagny           |           |                  |
| 1887                                                                                      | 1900     | Jean-Pierre Eude              |           |                  |
| 1900                                                                                      | 1904     | Bernard Perrotte              |           |                  |
| 1904                                                                                      | 1908     | Jacques Gruchy                |           |                  |
| 1908                                                                                      | 1919     | Célestin Roblot               |           |                  |
| 1919                                                                                      | 1921     | Auguste Laisné                |           |                  |
| 1921                                                                                      | 1929     | Hippolyte Charles             |           |                  |
| 1929                                                                                      | 1940     | Constant Lebas                |           |                  |
| 1940                                                                                      | 1945     | Jules Marion (père)           |           | faisant fonction |
| 1945                                                                                      | 1947     | Michel Delaune                |           | faisant fonction |
| 1947                                                                                      | 1950     | Jules Marion (père)           |           |                  |
| 1950                                                                                      | 1976     | Paul Marie                    |           |                  |
| 1976                                                                                      | 1990     | Jules Marion (fils)           |           |                  |
| 1990                                                                                      | 2008     | Charles Auvray                |           |                  |
| mars 2008                                                                                 | En cours | Michel Leblanc                | SE-DVG    |                  |
| Une partie des données est issue d'une liste établie par Jean Pouëssel et Michel Leblanc. |          |                               |           |                  |

## Démographie
L'évolution du nombre d'habitants est connue à travers les recensements de la population effectués dans la commune depuis 1793. Pour les communes de moins de 10 000 habitants, une enquête de recensement portant sur toute la population est réalisée tous les cinq ans, les populations de référence des années intermédiaires étant quant à elles estimées par interpolation ou extrapolation. Pour la commune, le premier recensement exhaustif entrant dans le cadre du nouveau dispositif a été réalisé en 2008.
En 2022, la commune comptait 193 habitants, en évolution de +9,04 % par rapport à 2016 (Manche : −0,31 %, France hors Mayotte : +2,11 %).
| 1793 | 1800 | 1806 | 1821 | 1831 | 1836 | 1841 | 1846 | 1851 |
| ---- | ---- | ---- | ---- | ---- | ---- | ---- | ---- | ---- |
| 682  | 606  | 681  | 795  | 648  | 641  | 657  | 641  | 647  |

| 1856 | 1861 | 1866 | 1872 | 1876 | 1881 | 1886 | 1891 | 1896 |
| ---- | ---- | ---- | ---- | ---- | ---- | ---- | ---- | ---- |
| 663  | 660  | 610  | 579  | 577  | 577  | 557  | 550  | 506  |

| 1901 | 1906 | 1911 | 1921 | 1926 | 1931 | 1936 | 1946 | 1954 |
| ---- | ---- | ---- | ---- | ---- | ---- | ---- | ---- | ---- |
| 468  | 423  | 411  | 361  | 338  | 330  | 344  | 338  | 343  |

| 1962 | 1968 | 1975 | 1982 | 1990 | 1999 | 2006 | 2008 | 2013 |
| ---- | ---- | ---- | ---- | ---- | ---- | ---- | ---- | ---- |
| 347  | 319  | 273  | 243  | 202  | 222  | 212  | 209  | 185  |

| 2018 | 2022 | - | - | - | - | - | - | - |
| ---- | ---- | - | - | - | - | - | - | - |
| 179  | 193  | - | - | - | - | - | - | - |

## Économie
La commune se situe dans la zone géographique des appellations d'origine protégée (AOP) Beurre d'Isigny et Crème d'Isigny.

## Culture locale et patrimoine
Épargnée par les événements de juin 1944, la commune d'Appeville recèle sur son territoire de nombreuses constructions qui méritent le détour.

### Lieux et monuments

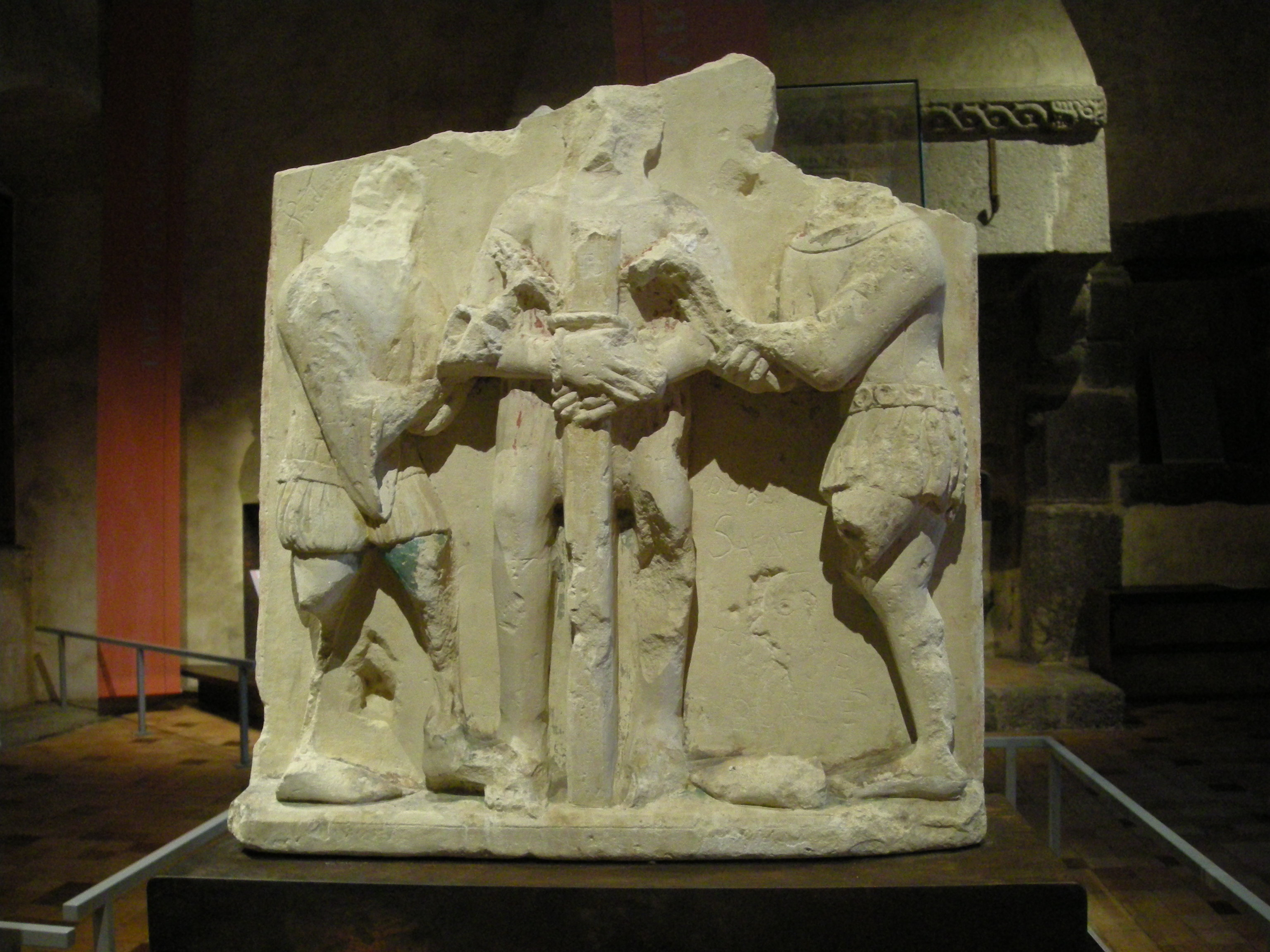
Martyre de saint Blaise, en calcaire (en provenance de la chapelle d'Appeville).

- Église d'Appeville des XIIIe, XVe – XXe siècles, avec une tour-lanterne et une flèche en pierre. Qualifié d' « expression quasi parfaite de l'art gothique rural en Cotentin », elle est classée au titre des monuments historiques par arrêté du 24 octobre 1950[40]. Le chœur, percé d'une fenêtre du XVIe siècle conserve des modillons romans. L'avant-porche est de style gothique. À l'intérieur, pierres tombales.
- Vestiges d'un dolmen dit « Pierre Lée » au Perrey[29].
- Manoir d'Ozeville et son colombier des XVIIe – XVIIIe siècles.
- Manoir de Vindelonde du XVIIe siècle.
- Ferme du Bois et son colombier du XVIIIe siècle.
- Le Haut d'Appeville et son colombier du XVIIIe siècle.
- Prieuré et chapelle Saint-Blaise du XVe siècle.